# Philopterus atratus
Philopterus atratus är en insektsart som beskrevs av Christian Ludwig Nitzsch 1818. Philopterus atratus ingår i släktet fjäderlingar, och familjen fjäderlöss. Arten är reproducerande i Sverige.